# Sam Parnia
Sam Parnia M.D., Ph.D, là phó giáo sư Y khoa người Anh tại Trung tâm Y tế NYU Langone, đồng thời là giám đốc nghiên cứu về hồi sức tim phổi. Tại Vương quốc Liên hiệp Anh, ông là giám đốc Dự án Nhận thức Con người tại Đại học Southampton. Parnia được biết đến với công trình nghiên cứu về trải nghiệm cận tử và hồi sức tim phổi.

## Học vấn và sự nghiệp
Parnia tốt nghiệp Trường Y khoa Guys và St. Thomas ở Luân Đôn và nhận bằng Cử nhân (MBBS) vào năm 1995. Sau đó, ông tiếp tục học tại Đại học Southampton nơi ông làm nghiên cứu sinh lâm sàng và lấy bằng Tiến sĩ về sinh học tế bào; ông tốt nghiệp năm 2007. Ông giữ lại được danh hiệu là nghiên cứu sinh danh dự tại Đại học Southampton, và tiếp tục làm việc với tổ chức đó thông qua Dự án Nhận thức Con người do ông sáng lập và chỉ đạo.
Parnia đã hoàn thành khóa đào tạo nghiên cứu sinh về Y học Phổi và Chăm sóc Nguy kịch tại Đại học London và Trường Đại học Y khoa Weill Cornell ở Thành phố New York vào năm 2010 và sau đó gia nhập làm giảng viên tại Trường Y Đại học Stony Brook với tư cách là thành viên của Khoa Phổi, Chăm sóc Nguy kịch và Giấc ngủ, nơi ông cũng chỉ đạo nghiên cứu về hồi sức tim phổi. Chứng chỉ y khoa nước Anh của ông đã được Tiểu bang New York công nhận bằng cấp y khoa vào năm 2012. Từ năm 2015, ông là giám đốc Khoa Nghiên cứu Chăm sóc và Hồi sức Nguy kịch về Phổi, Chăm sóc Nguy kịch & Y học Giấc ngủ tại Trung tâm Y tế Langone Đại học New York.
Quỹ Nghiên cứu Chân trời được thành lập vào năm 1987 để thúc đẩy nghiên cứu và giáo dục nghiên cứu về cái chết và ngừng tim cũng như nghiên cứu về tâm trí, não bộ và ý thức; kể từ năm 2018, tổ chức từ thiện này đã không còn tồn tại.

## Nghiên cứu

### Tối ưu hóa hồi sức não sau ngừng tim
Parnia nổi tiếng vì tham gia và nghiên cứu trong lĩnh vực y học cấp cứu và hồi sức ngừng tim. Ông tiến hành nghiên cứu và ủng hộ việc áp dụng rộng rãi hơn phương pháp tốt nhất để hồi sức khi người ta chết; cụ thể là tốt hơn, có lẽ là các kỹ thuật hồi sức tim phổi tự động, kiểm soát nhiệt độ mục tiêu, oxy hóa qua màng ngoài cơ thể, đo oxy não và ngăn ngừa tổn thương tái tưới máu, và đã viết cuốn sách có nhan đề Reversing Death (xuất bản ở Vương quốc Liên hiệp Anh với tên Lazarus Effect) như một phần của nỗ lực đó.  Ông nói rằng nhiều người thực sự đã chết vì đau tim hoặc mất máu có thể được hồi sức trong vòng 24 giờ sau khi khỏi bệnh nếu các phương pháp hay nhất đương thời được xác định bởi Ủy ban Liên lạc Quốc tế về Hồi sức được sử dụng kịp thời.
Trọng tâm nghiên cứu của Parnia là tối ưu hóa các phương pháp theo dõi não và cung cấp oxy với mục tiêu giảm chấn thương não lâu dài cũng như rối loạn ý thức như trạng thái thực vật dai dẳng. Để tránh những khuyết tật này, Parnia tin rằng nghiên cứu về ý thức nên là một phần thường xuyên của nghiên cứu chấn thương não do ngừng tim. Mặt khác của công việc mà ông tiến hành cùng một nhóm tại Đại học Tiểu bang New York và nhiều trung tâm y tế khác ở Vương quốc Liên hiệp Anh, là ý thức trong thời gian ngừng tim. Điều này bao gồm cả những trải nghiệm cận tử.

### Nghiên cứu ý thức và trải nghiệm cận tử
Parnia đã đề xướng việc sử dụng thuật ngữ "trải nghiệm cái chết thực tế" thay vì trải nghiệm cận tử (TNCT), để mô tả những trải nghiệm của con người xảy ra trong thời gian tim ngừng đập. Ông đã tuyên bố: "Trái ngược với nhận thức, cái chết không phải là một thời điểm cụ thể mà là một quá trình có thể đảo ngược xảy ra sau bất kỳ bệnh tật hoặc tai nạn nghiêm trọng nào khiến tim, phổi và não ngừng hoạt động. Nếu các nỗ lực được thực hiện để đảo ngược quá trình này, nó được gọi là 'ngừng tim'; tuy nhiên, nếu những nỗ lực này không thành công thì nó được gọi là 'cái chết'." Ông chủ yếu nghiên cứu những người không có nhịp tim và không có hoạt động não có thể phát hiện được trong một khoảng thời gian và tin rằng ngừng tim là mô hình tối ưu giúp hiểu được trải nghiệm của con người về cái chết.
Năm 2001, Parnia và các đồng nghiệp đã công bố kết quả nghiên cứu kéo dài một năm về những người sống sót sau cơn ngừng tim. 63 người sống sót đã được phỏng vấn; 7 người có ký ức về thời gian họ bất tỉnh và 4 người có trải nghiệm mà theo tiêu chí nghiên cứu, là TNCT. Những chủ thể có trải nghiệm ngoài cơ thể được thử nghiệm bằng cách đặt các hình vẽ trên bảng treo đối diện với trần nhà, không nhìn thấy từ sàn nhà. Không có kết quả khả quan nào được báo cáo và không thể đưa ra kết luận do số lượng đối tượng ít.

### Nghiên cứu Nhận thức trong quá trình Hồi sức (AWARE)
Khi ở Đại học Southampton, Parnia là người điều tra chính của Nghiên cứu AWARE, được đưa ra vào năm 2008.  Nghiên cứu này kết thúc vào năm 2012 bao gồm 33 nhà điều tra tại 15 trung tâm y tế ở Anh, Áo và Mỹ và kiểm tra ý thức, ký ức và nhận thức trong quá trình ngừng tim. Độ chính xác của các tuyên bố về nhận thức thị giác và thính giác đã được kiểm tra bằng các thử nghiệm cụ thể. Một thử nghiệm như vậy bao gồm việc lắp đặt các kệ, mang nhiều hình ảnh và quay mặt lên trần nhà, do đó nhân viên bệnh viện không nhìn thấy, trong các phòng mà bệnh nhân ngừng tim dễ xảy ra hơn.  Kết quả của nghiên cứu được công bố vào tháng 10 năm 2014; cả việc khởi động và kết quả nghiên cứu đều được thảo luận rộng rãi trên các phương tiện truyền thông.
Một bài báo phân tích kết quả báo cáo rằng, trong số 2060 trường hợp ngừng tim, 101 trong số 140 người sống sót sau ngừng tim có thể hoàn thành bảng câu hỏi. Trong số 101 bệnh nhân này, 9% có thể được xếp vào loại trải nghiệm cận tử. 2 bệnh nhân khác (2% trong số những người hoàn thành bảng câu hỏi) mô tả "nhìn thấy và nghe thấy các sự kiện thực tế liên quan đến giai đoạn ngừng tim". Hai bệnh nhân ngừng tim này không xảy ra ở các khu vực được trang bị kệ trần, do đó không thể sử dụng hình ảnh để kiểm tra khách quan các tuyên bố về nhận thức thị giác. Một trong hai bệnh nhân quá ốm và không thể xác minh được tính chính xác của lời kể của bà. Thay vào đó, đối với bệnh nhân thứ hai, có thể xác minh tính chính xác của trải nghiệm và cho thấy rằng nhận thức xảy ra một cách nghịch lý vài phút sau khi tim ngừng đập, vào thời điểm "não bộ thường ngừng hoạt động và hoạt động của vỏ não trở thành đẳng điện." Trải nghiệm này không tương thích với ảo ảnh, sự kiện tưởng tượng hoặc ảo giác vì thị giác (không phải hình ảnh trên kệ trần) và nhận thức thính giác có thể được chứng thực.

### Nghiên cứu Aware II
Kể từ tháng 5 năm 2016, một bài đăng trên trang web UK Clinical Trials Gateway mô tả các kế hoạch cho AWARE II, một nghiên cứu quan sát đa trung tâm kéo dài hai năm trên 900-1.500 bệnh nhân bị ngừng tim, với các đối tượng được tuyển vào là ngày 1 tháng 8 năm 2014 và ngày kết thúc thử nghiệm là ngày 31 tháng 5 năm 2017.

### Giả thuyết về não bộ/tâm trí
Parnia và những người khác đã gợi ý rằng một tâm trí được điều khiển bởi, mà không được tạo ra bởi não, là một cách khả thi để giải thích TNCT.
Nhà văn khoa học Mike McRae đã lưu ý rằng "Trong khi công trình của Parnia đóng góp dữ liệu quý giá để hiểu TNCT như một hiện tượng văn hóa, những suy đoán của ông ấy thực sự nằm trên bờ vực của giả khoa học." Nhà thần kinh học Michael O'Brien đã viết rằng "hầu hết mọi người sẽ không tìm thấy cần phải xác định sự tách biệt giữa tâm trí và não bộ như vậy để giải thích các sự kiện, "và đề xuất rằng nghiên cứu sâu hơn có khả năng cung cấp lời giải thích mang tính vật lý cho trải nghiệm cận tử. Nhà tâm lý học kiêm nhà diễn thuyết Susan Blackmore đã xuất hiện cùng Parnia và Peter Fenwick trong một bộ phim tài liệu của BBC có tên "The Day I Died" (Ngày tôi chết) và không đồng ý với cách giải thích của họ về TNCT, cho rằng những lời giải thích thuần túy về mặt vật lý trở nên hợp lý hơn.
Trong một bài báo đánh giá được xuất bản trong Annals of the New York Academy of Sciences, Parnia thừa nhận rằng bản chất của ý thức vẫn là một lãnh địa chưa được khám phá cho khoa học. Hai mô hình chính khác nhau đã được công nhận về bản chất của ý thức:
1. người ta hình dung tâm linh/ý thức/tâm trí (bản thân) là kết quả của hoạt động tế bào thần kinh. Vì vậy giữa hoạt động vỏ não và ý thức tồn tại mối quan hệ nhân quả.
2. người còn lại cho rằng ý thức tách biệt với não và có thể ảnh hưởng đến hoạt động của não độc lập với não.

Parnia giải thích rằng các quan sát cho thấy "trí óc, ý thức hoặc tâm thần (bản thân) của con người có thể tiếp tục hoạt động khi chức năng não đã ngừng hoạt động trong thời gian đầu sau khi chết" (chẳng hạn như trong nghiên cứu AWARE, nhưng không phải mỗi lĩnh vực này, chú ý rằng chết ở đây được định nghĩa là khi điện não ngừng hoạt động chứ cũng chưa có bằng chứng nào chỉ ra tế bào não hoàn toàn chết sau khi vỏ não không còn điện não) chỉ ra khả năng rằng mô hình thứ hai có thể phải được tính đến.

## Ấn phẩm chọn lọc
Sách
- What Happens When We Die. Hay House. 2007. ISBN 9781401907112.
- Erasing Death: The Science That is Rewriting the Boundaries Between Life and Death. Harper Collins. 2013. ISBN 9780062080608.
- The Lazarus Effect: The Science That is Rewriting the Boundaries Between Life and Death. Rider. 2013. ISBN 9781846043079.

Ấn phẩm nghiên cứu
- Parnia, S; Waller, DG; Yeates, R; Fenwick, P (2001). "A qualitative and quantitative study of the incidence, features and aetiology of near-death experiences in cardiac arrest survivors". Resuscitation. Quyển 48 số 2. tr. 149–56. doi:10.1016/s0300-9572(00)00328-2. PMID 11426476.
- Parnia S, và đồng nghiệp (tháng 8 năm 2012). "A feasibility study evaluating the role of cerebral oximetry in predicting return of spontaneous circulation in cardiac arrest". Resuscitation. Quyển 83 số 8. tr. 982–5. doi:10.1016/j.resuscitation.2012.01.039. PMID 22322284.
- Ahn A, Yang J, Inigo-Santiago L, Parnia S (tháng 4 năm 2014). "A feasibility study of cerebral oximetry monitoring during the post-resuscitation period in comatose patients following cardiac arrest". Resuscitation. Quyển 85 số 4. tr. 522–6. doi:10.1016/j.resuscitation.2013.12.007. PMID 24361675.
- Parnia S, và đồng nghiệp (tháng 4 năm 2014). "A feasibility study of cerebral oximetry during in-hospital mechanical and manual cardiopulmonary resuscitation". Crit. Care Med. Quyển 42 số 4. tr. 930–3. doi:10.1097/CCM.0000000000000047. PMID 24247475.
- Parnia, S; Spearpoint, K; de Vos, G; Fenwick, P; và đồng nghiệp (2014). "AWARE-AWAreness during REsuscitation-a prospective study". Resuscitation. Quyển 85 số 12. tr. 1799–805. doi:10.1016/j.resuscitation.2014.09.004. PMID 25301715.
- Singer AJ, và đồng nghiệp (tháng 5 năm 2015). "Cerebral oximetry levels during CPR are associated with return of spontaneous circulation following cardiac arrest: an observational study". Emerg Med J. Quyển 32 số 5. tr. 353–6. doi:10.1136/emermed-2013-203467. PMID 24662518.
- Parnia S, Yang J, Nguyen R, Ahn A, và đồng nghiệp (2016). "(Sept 2016) Cerebral Oximetry During Cardiac Arrest: A Multicenter Study of Neurologic Outcomes and Survival" (PDF). Critical Care Medicine. Quyển 44 số 9. tr. 1663–1674. doi:10.1097/CCM.0000000000001723. PMID 27071068.

Bài đánh giá và bài xã luận
- Parnia, Sam (2007). "Do reports of consciousness during cardiac arrest hold the key to discovering the nature of consciousness?". Medical Hypotheses. Quyển 69 số 4. tr. 933–7. doi:10.1016/j.mehy.2007.01.076. PMID 17459598. - in the controversial and non-peer reviewed Medical Hypotheses
- Parnia, Sam (2014). "Death and consciousness - an overview of the mental and cognitive experience of death". Ann N Y Acad Sci. Quyển 1330 số 1. tr. 75–93. doi:10.1111/nyas.12582. PMID 25418460.